# Vortex (canção)
Vortex é o décimo nono single da banda de rock visual kei japonesa the GazettE, lançado em 25 de maio de 2011 pela Sony Japan.

## Promoção e lançamento
Em abril de 2011, o primeiro single da banda desde o final de 2010, "Vortex", foi anunciado e uma previsão de seu videoclipe também foi apresentada. Foi lançado em duas edições,
A primeira, chamada Optical Impression, inclui as músicas "Vortex" e "Uncertain Sense" e um DVD com o videoclipe de "Vortex" e seu making-of. Já a segunda edição, Auditory Impression, acompanha uma faixa bônus, "Break Me". Um trecho promocional do clipe apareceu no programa Leitura Dinâmica da RedeTV!.

## Estilo musical e temas
Foi anunciado que o tema do single "retrata os conflitos de estar preso em sistemas sociais e absurdos".

## Desempenho comercial
"Vortex" alcançou a quinta posição na Oricon Singles Chart, ficando na parada por mais sete semanas. Na parada Recochoku Rock Full, "Vortex" alcançou o primeiro lugar, enquanto as B-sides "Uncertain Sense" e "Break Me" ranquearam em terceiro e quinto lugar, respectivamente. Na parada da Tower Records Japanese Rock & Pops Single, a Optical Impression chegou a 14ª posição e a Auditory Impression chegou a sétima.

## Faixas
Auditory Impression
| Disco um (CD)  |                   |         |  |
| N.º            | Título            | Duração |  |
| 1.             | "Vortex"          | 4:07    |  |
| 2.             | "Uncertain Sense" | 3:28    |  |
| 3.             | "Break Me"        | 3:35    |  |
| Duração total: | Duração total:    | 11:11   |  |

Optical Impression
| Disco um (CD) |                   |         |  |
| N.º           | Título            | Duração |  |
| 1.            | "Vortex"          | 4:07    |  |
| 2.            | "Uncertain Sense" | 3:28    |  |

| Disco dois (DVD) |                               |         |  |
| N.º              | Título                        | Duração |  |
| 1.               | "「VORTEX」MUSIC CLIP+MAKING" |         |  |

## Ficha técnica
- Ruki – vocais
- Uruha – guitarra solo
- Aoi – guitarra rítmica
- Reita – baixo
- Kai – bateria